# ESセティフ
アンタント・スポルティーヴ・セティフ（Entente Sportive Sétifienne (アラビア語: الوفاق الرياضي السطايفي)）は、アルジェリアの都市セティフにホームを置くサッカークラブである。2014年CAFチャンピオンズリーグで優勝し、FIFAクラブワールドカップ2014にアフリカ大陸代表として初出場を果たした (結果は5位) 。

## タイトル

### 国内タイトル
- アルジェリア・シャンピオナ・ナシオナル : 8回
  - 1967–68, 1986–87, 2006–07, 2008–09, 2011–12, 2012–13, 2014–15, 2016–17

- アルジェリア・カップ : 8回
  - 1962–63, 1963–64, 1966–67, 1967–68, 1979–80, 1988–89, 2009–10, 2011–12

### 国際タイトル
- CAFチャンピオンズリーグ : 2回
  - 1988, 2014

- CAFスーパーカップ : 1回
  - 2015

## 現所属メンバー
2015年10月14日現在
注：選手の国籍表記はFIFAの定めた代表資格ルールに基づく。
| No. | Pos. |                    | 選手名                 |
| --- | ---- | ------------------ | ---------------------- |
| 1   | GK   | アルジェリア       | ソフィアナ・ケディアラ |
| 2   | DF   | アルジェリア       | ソフィアナ・ボウチャー |
| 4   | DF   | アルジェリア       | セイド・アロウシ       |
| 6   | MF   | マダガスカル       | イブラヒム・アマダ     |
| 7   | FW   | アルジェリア       | ワリド・シェニン       |
| 9   | FW   | アルジェリア       | アブデルマテク・ジアヤ |
| 12  | GK   | アルジェリア       | ファレス・ハッチ―      |
| 13  | DF   | アルジェリア       | シドアリ・ラムリ       |
| 14  | DF   | アルジェリア       | モウラド・デルホーム   |
| 16  | DF   | アルジェリア       | モハメド・ビラルラット |
| 17  | DF   | アルジェリア       | ジャメール・ベラムリ   |
| 18  | FW   | アルジェリア       | アミネ・メガテリ       |
| 19  | MF   | 中央アフリカ共和国 | エドゥアス・ダゴーロー |
| 20  | DF   | アルジェリア       | リャド・ケンシ―        |

| No. | Pos. |              | 選手名               |
| --- | ---- | ------------ | -------------------- |
| 21  | MF   | アルジェリア | イッサム・ボーズ     |
| 22  | GK   | アルジェリア | オマル・サドーネ     |
| 23  | MF   | アルジェリア | ザヘル・ナイム       |
| 25  | FW   | アルジェリア | ミラウド・レビア     |
| 26  | GK   | アルジェリア | アブデラ・ベーラミ   |
| 27  | DF   | アルジェリア | ザカリア・ハドウシー |
| 28  | DF   | アルジェリア | イリャス・クリビア   |
| 29  | FW   | アルジェリア | ツフィリク・ゼアラ   |

## 歴代監督
- アラン・ガイガー 2011-2012, 2015-2016

## 歴代所属選手
- セレイ・ディエ 2007-2008
- ファウジ・シャウシ 2009-2011
- アムール・ブアッザ 2013-2014